# シンシア・ウィットコーム
シンシア・ウィットコーム（Cynthia Whitcomb）は、アメリカ合衆国の脚本家。

## 出演作品
- バッファロー・ガールズ
- DEGREE OF GUILT　ディグリー・オブ・ギルト
- ジャッジメント／推定有罪
- マーク・トゥエインの想い出
- 肉体の証